# Heve
Die Heve ist ein 22,3 km langer Zufluss des Möhnesees und damit ein linker Nebenfluss der Möhne in Nordrhein-Westfalen, Deutschland.

## Name
Die südlich von Wamel gelegene Wüstung Hevendenhusen wird um 1190 als curtem Hevendenhusen. Die ursprüngliche Grundform des Namens dürfte daher *Hevende gewesen sein, was sich wohl aus dem Suffix -ind- und dem germanischen Verbstamm *haf- für 'heben' ableitet. Vermutlich handelt es sich bei der Heve um einen Gebirgsnamen, der auf den Fluss übertragen wurde.

## Geographie
Gemäß der Gewässerstationierung Nordrhein-Westfalen entspringt die Heve im Arnsberger Wald etwa 2,8 km südlich von Hirschberg am Osthang des Brandenbergs auf einer Höhe von 491 m ü. NN. Der in der Deutschen Grundkarte unbenannte Bach fließt zunächst in nördliche Richtung. Nach etwa einem Kilometer Fließstrecke wendet sich der Bach nach Nordnordwest. Bei Stationierungskilometer 20,45 mündet linksseitig die Lütte Bermecke; so nennt die Deutsche Grundkarte auch den folgenden Flussabschnitt. Unterhalb der Mündung der Bermecke bei Stationierungskilometer 20,04 trägt der Fluss gemäß der Deutschen Grundkarte diesen Namen. Die Bermecke ist mit 4,1 km Länge von der Quelle bis zur Mündung auch deutlich länger als die bisherige Fließstrecke mit 2,3 km.
Unterhalb der Mündung der Schottmecke bei Stationierungskilometer 19,4 wird der Flusslauf nach der Deutschen Grundkarte Bache genannt. Hier wendet sich der Flusslauf mehr nach Westen, südlich an Hirschberg vorbei. Westlich von Hirschberg, in der Ortslage Bache mündet zunächst die Wacker und wenig später die Hormecke. Wieder nach Nordwesten durchfließt die Bache den Ferienpark Bache. Im weiteren Verlauf wird der Fluss Lottmannhardbach genannt. Den Namen trägt der Flusslauf bis zur Mündung der Halle bei Stationierungskilometer 13,8. Für die restlichen 13,8 km wird der Fluss Heve genannt.
Im folgenden Abschnitt fließt die Heve mäandrierend in westlicher Richtung durch den Naturpark Arnsberger Wald. Unterhalb des Stationierungskilometers 6,0 fließt sie begradigt in nordwestlicher Richtung, passiert Neuhaus, einen kleinen Ortsteil der Gemeinde Möhnesee und fließt anschließend auf 213 m ü. NN in den Hevearm des Möhnesees.
Bei einem Höhenunterschied von 278 m beträgt das mittlere Sohlgefälle 12,5 ‰. Die Heve entwässert ein 91,127 km² großes Einzugsgebiet über Möhne, Ruhr und Rhein zur Nordsee.
Vor dem Bau der Möhnetalsperre war die Heve etwa 5,1 km länger und mündete östlich von Brüningsen in die Möhne.

### Nebenflüsse
Die wichtigsten Nebenflüsse der Heve sind die 12,4 km lange Große Schmalenau und die 10,6 km lange Kleine Schmalenau, deren Einzugsgebiet mit rund 18 km² etwa gleich groß sind. Im Folgenden werden die weiteren Nebenflüsse der Heve genannt, wie sie im Gewässerverzeichnis NRW verzeichnet sind.
| Name                   | Stat. in km | Lage   | Länge in km | EZG in km² | Mündungshöhe in m ü. NHN | GKZ        |
| ---------------------- | ----------- | ------ | ----------- | ---------- | ------------------------ | ---------- |
| Lütte Bermecke         | 20,453      | links  | 1,2         | 0,606      | 387                      | 27626 12   |
| Bermecke               | 20,037      | links  | 4,1         | 2,460      | 373                      | 27626 14   |
| N.N.                   | 19,939      | rechts | 1,3         |            | 370                      | 27626 152  |
| Schottmecke            | 19,393      | rechts | 0,9         | 0,426      | 362                      | 27626 16   |
| Wacker                 | 18,077      | links  | 4,5         | 8,301      | 338                      | 27626 2    |
| Hormecke               | 17,980      | links  | 1,8         | 0,779      | 336                      | 27626 32   |
| Vorderstes Steinsiepen | 16,129      | links  | 1,1         |            | 318                      | 27626 34   |
| Hinterstes Steinsiepen | 15,336      | links  | 1,2         |            | 309                      | 27626 36   |
| Halle                  | 13,822      | rechts | 6,2         | 8,649      | 293                      | 27626 4    |
| Hettmecke              | 13,579      | links  | 6,0         | 6,252      | 291                      | 27626 52   |
| N.N.                   | 10,755      | links  | 1,3         | 0,291      | 273                      | 27626 5312 |
| Schmiesiepen           | 9,807       | rechts | 0,9         | 0,413      | 268                      | 27626 532  |
| Mühlmecke              | 9,547       | links  | 1,8         |            | 266                      | 27626 54   |
| Hamecke                | 9,182       | rechts | 1,3         |            | 263                      | 27626 552  |
| Rissmecke              | 7,359       | rechts | 1,6         |            | 255                      | 27626 56   |
| Schwarzes Siepen       | 7,304       | links  | 0,9         |            | 254                      | 27626 572  |
| Löbbekenspring         | 6,413       | rechts | 0,7         |            | 251                      | 27626 574  |
| N.N.                   | 5,497       | rechts | 1,3         |            | 245                      | 27626 58   |
| Große Schmalenau       | 4,802       | links  | 12,4        | 18,309     | 240                      | 27626 6    |
| N.N.                   | 4,744       | links  | 1,6         |            | 240                      | 27626 7112 |
| Schreiners Siepen      | 3,661       | links  | 1,6         |            | 233                      | 27626 712  |
| Zeughaussiepen         | 3,586       | links  | 1,6         |            | 232                      | 27626 72   |
| N.N.                   | 3,585       | rechts | 1,5         |            | 232                      | 27626 74   |
| Steinsiepen            | 2,724       | links  | 1,2         |            | 226                      | 27626 76   |
| Windelsiepen           | 2,592       | rechts | 1,3         |            | 225                      | 27626 78   |
| Detmersiepen           | 1,660       | rechts | 1,1         |            | 217                      | 27626 792  |
| Skadsiepen             | 1,222       | rechts | 1,3         |            | 215                      | 27626 794  |
| Kleine Schmalenau      | 0,093       | links  | 10,6        | 17,909     | 213                      | 27626 8    |
| Schlibbecke            | −1,885      | links  | 3,2         |            | 213                      | 27626 92   |
| Sparsiepen             | −2,346      | links  | 1,7         |            | 213                      | 27626 94   |
| Kellersiepen           | −3,189      | links  | 1,4         |            | 213                      | 27626 96   |

## Sonstiges
Auf dem Höhenzug, der das Hevetal nach Norden vom Möhnetal abgrenzt, befindet sich der Rennweg. Am seeseitigen Eingang des Rennwegs wurde zur wilhelminischen Kaiserzeit ein großes Jagdgebiet für Staatsjagden abgegrenzt. Den Eingang zu diesem Jagdgebiet bildete früher das Torhaus, heute ein Ausflugslokal an der B 229, die unter anderen Soest und Arnsberg miteinander verbindet.